# 埃尔瓦列斯特罗
埃尔瓦列斯特罗，是西班牙卡斯蒂利亚-拉曼恰自治区阿尔瓦塞特省的一个市镇。 总面积139km², 总人口558人（2001年），人口密度4人/km²。